# Shōta Iwata
Shōta Iwata (japanisch 岩田 正太 Iwata Shōta; * 17. Juni 1988 in der Präfektur Chiba) ist ein japanischer Fußballspieler.

## Karriere
Iwata erlernte das Fußballspielen in der Schulmannschaft der Tokyo Gakkan High School. Seinen ersten Vertrag unterschrieb er 2007 bei Thespa Kusatsu. Der Verein spielte in der zweithöchsten Liga des Landes, der J2 League. Im Mai 2007 wurde er an den Ohara Gakuen JaSRA verliehen. Im Juli 2007 kehrte er zu Thespa Kusatsu zurück. Ende 2008 beendete er seine Karriere als Fußballspieler.